# アネル・アフメドジッチ
- アネル・アフメドホジッチ
- アネル・アフメドジッチ

アネル・アフメドホジッチ（ボスニア語: Anel Ahmedhodžić、[ǎnel ǎxmedxodʒitɕ], 1999年3月26日 - ）は、スウェーデン・スコーネ県マルメ出身のサッカー選手。シェフィールド・ユナイテッドFC所属。元ボスニア・ヘルツェゴビナ代表。ポジションはDF。

## クラブ経歴
1999年にボスニア人の両親の元にマルメで生まれる。5歳の時に地元のマルメFFのユースアカデミーに入所。2016年1月にイングランド・EFLチャンピオンシップ (2部リーグ)のノッティンガム・フォレストFCと契約。同年夏にトップチームに昇格。12月30日のニューカッスル・ユナイテッドFC戦でプロデビュー。しかし、ノッティンガムでの出場はこの1試合にとどまり、2019年1月28日にマルメFFに復帰。7月にホブロIKへのローン移籍が決定。加入後先発に起用され、2019-20シーズン途中まで19試合2ゴールを記録。2020年1月にマルメFFに復帰後は不動のレギュラーに定着。4月には2023年までの契約に合意。更に11月には、DF陣の強化を目指すチェルシーFCが獲得を目指していると報じられた。

## 代表経歴
ユース世代からスウェーデン代表でプレーし、UEFA U-19欧州選手権2017にも出場。2020年１月にはフル代表に招集され、9日のモルドバ戦で、スウェーデン代表として初出場を果たした。ところが、同年8月に両親の国籍を行使してボスニア・ヘルツェゴビナ代表入りを目指すことを表明。9月にFIFAから国籍変更が認められ、10月8日の北アイルランド戦で、代表再デビューを果たした。
2024年9月のオランダ戦前に代表から離脱すると代表引退を宣言。SNS上での侮辱と代表チームのメディカルスタッフが怪我に対して不適切な処置を行ったことが理由とされている。しかし、この代表引退が物議を醸し、同国代表のディレクターであるエミル・スパヒッチ、ボスニア人の父親からも苦言を呈している。